# Rošnja
Rošnja este o localitate din comuna Starše, Slovenia, cu o populație de 399 de locuitori.